# The Best of Bowie
Para a compilação de 2002, ver Best of Bowie.
The Best of Bowie é uma coletânea musical de David Bowie, lançado em 1980.

## Faixas
Todas as canções escritas por David Bowie, exceto onde notado.

### Lado 1
1. "Space Oddity" – 5:07
2. "Life on Mars?" (editado pela K-tel) – 3:34
3. "Starman" – 4:07
4. "Rock 'n' Roll Suicide" – 2:56
5. "John, I'm Only Dancing" (Versão em sax) – 2:37
6. "The Jean Genie" – 4:03
7. "Breaking Glass" (Ao vivo de Stage) (Bowie, Dennis Davis, George Murray) – 3:27
8. "Sorrow" (Bob Feldman, Jerry Goldstein, Richard Gottehrer) – 2:51

### Lado 2
1. "Diamond Dogs' (K-tel edit) – 4:36
2. "Young Americans" – 5:05
3. "Fame" (Edit) (Bowie, John Lennon, Carlos Alomar) – 3:25
4. "Golden Years" (Edit) – 3:20
5. "TVC 15" (Edit) – 3:28
6. "Sound and Vision"– 3:00
7. "Heroes" (Edit) (Bowie, Brian Eno) – 3:26
8. "Boys Keep Swinging" (Bowie, Eno) – 3:15